# Shot Caller
Singles de Ian Carey
Get Shaky
(2008) Let Loose
(2010)
Shot Caller est une chanson house du DJ américain Ian Carey sorti le 25 septembre 2008. La chanson a été écrite par Ian Carey et Anissa Vance-Harshman.

## Liste des pistes
Australie CD single
1. Shot Caller (Radio edit)
2. Shot Caller (Original mix)
3. Shot Caller (Vandalism remix)
4. Shot Caller (Mind Elextrix XLR8 remix)

## Versions officielles
- Shot Caller (Radio Edit)
- Shot Caller (Original Mix)
- Shot Caller (Angger Dimas Remix)
- Shot Caller (Mind Elextrix XLR8 Remix)
- Shot Caller (Vandalism Remix)

## Classement par pays
| Classement (2009)                              | Meilleure position |
| ---------------------------------------------- | ------------------ |
| Australie Classement single ARIA               | 61                 |
| Australie Classement single ARIA               | 11                 |
| Australie ARIA Classement single physique ARIA | 28                 |
| Pays-Bas Tipparade (Bubbling Under)            | 2                  |